# 宪兵

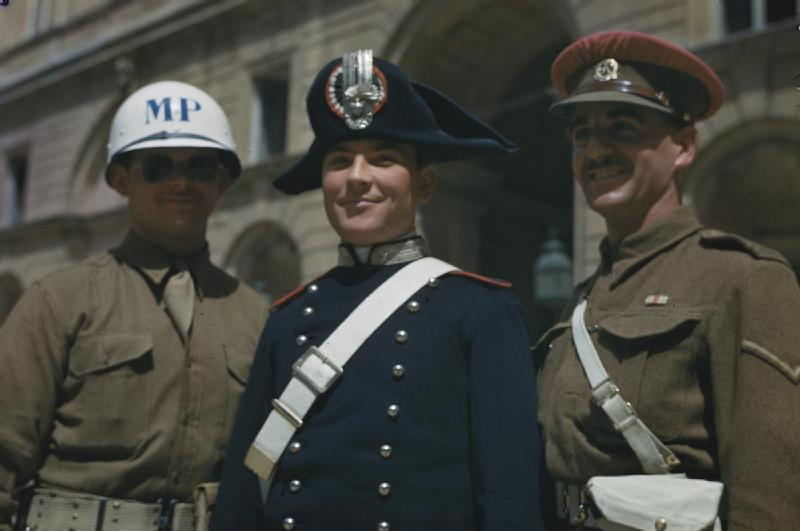
第二次世界大戰期間的各國憲兵——美國陸軍憲兵（左）、義大利卡賓槍騎兵（中）和英國皇家憲兵（右）合影

憲兵，是軍隊中設立的一個兵種或單位，通常的任務不是與敵人作戰，而是維繫軍紀、執行軍法、約束其他軍人行為舉止，即軍事警察，在大部分國家，地方警察無權管轄軍人犯罪事務，這些事務必須交由憲兵處理。而部分國家的憲兵必要時會支援警方之鎮暴勤務及反恐任務，對於平民的重大犯罪行為也會交由憲兵處置，另外還有戍守首都這種古代禁軍的職責，這類可針對國內民眾執法的憲兵可稱為國家憲兵（法語：La Gendarmerie Nationale）。憲兵可以具有司法警察性質，是介於一般軍隊與警察之間，亦軍亦警的特殊軍事單位。

## 歷史
憲兵制度起源於法國，英法百年戰爭期間，法國國王挑選精銳組成「憲兵隊」，最古之法文名稱本為"le Gendarmerie"（有武器的軍人），但後來改為 "la Marechaussee"（穿馬靴的騎警隊） ，由陸軍元帥統轄，專門負責處理違犯軍紀的軍人和僱傭兵，此制度卓有成效，也因此流傳下來。十六世紀開始，法國憲兵隊開始受地方司法機關調遣，執行法院判決的權力，具有一般司法警察權 。拿破崙時期建立了憲兵的獨立指揮體系，大幅地增加憲兵員額，也在歐洲大陸各地建立憲兵部隊，拿破崙戰敗後，有效又多功能的法國憲兵制度並沒有被捨棄，有些國家將其憲兵部隊更名為人民衛隊、騎警隊等，但其本質不變。
中文的「憲兵」源自於日語，起源於明治六年三月時制訂的《陸軍省編制條例》中，出現了漢字的「憲兵」這個新名詞，當時憲兵被採用法國陸軍兵制的日本陸軍列為各兵科之一。1906年清朝陸軍尚書鐵良秉奏的《試辦陸軍警察奏摺》中提及：「竊維治軍之要，紀律宜嚴，而先事之防，稽查宜密。考之歐西各國，於軍隊駐紮處所，皆設有軍事警察，兼為地方警察之輔助。日本仿行其制，名為憲兵；海陸軍人盡歸監視，法意良美，收效無形。...擬於臣管轄之憲兵學堂內，挑選畢業學生編成陸軍警察一個營，駐紮京師，監察各鎮......。」從此憲兵制度傳入中國。

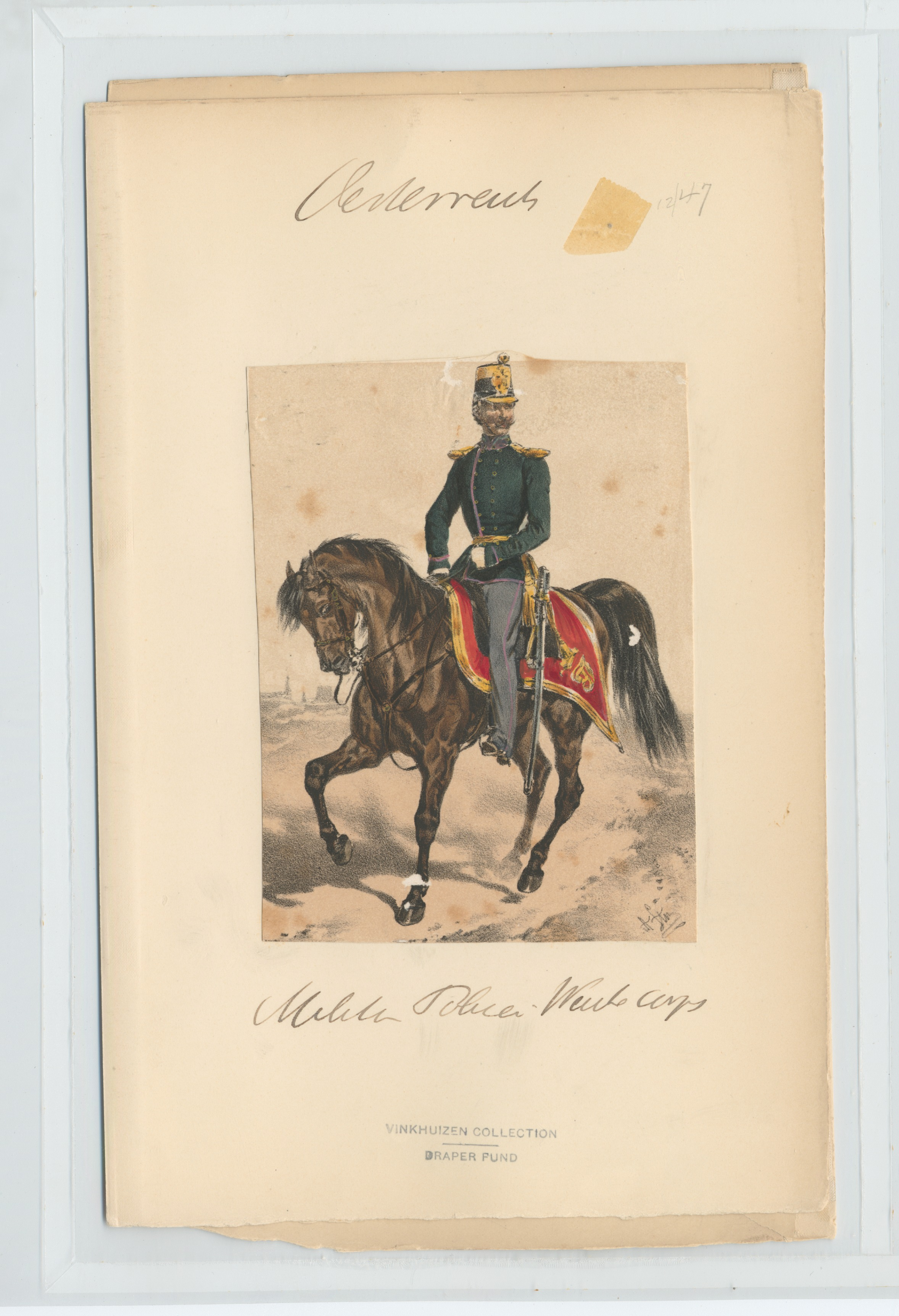
1866年，一名奧地利憲兵軍官。
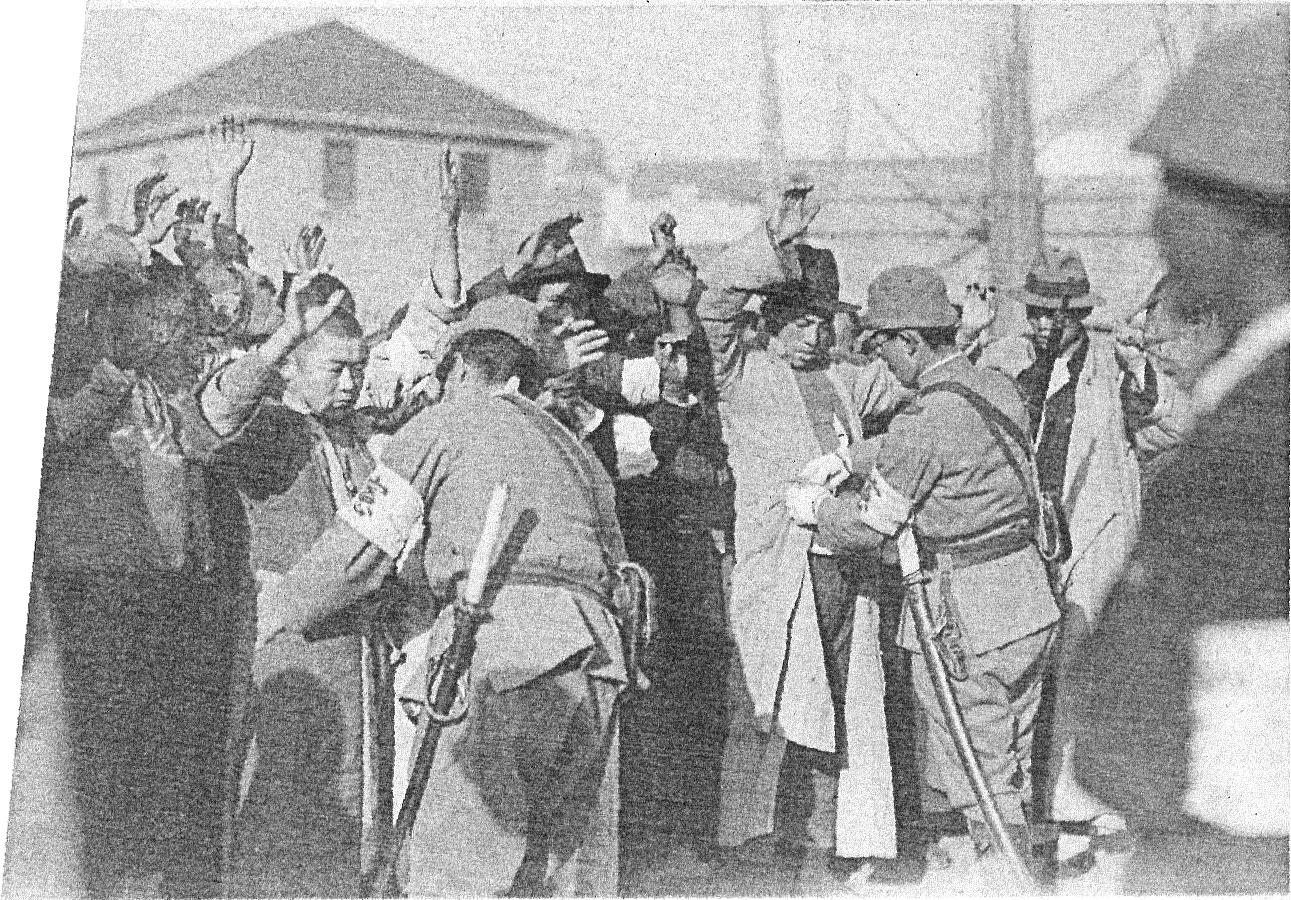
1938年，在南京搜索中國士兵的日本憲兵。
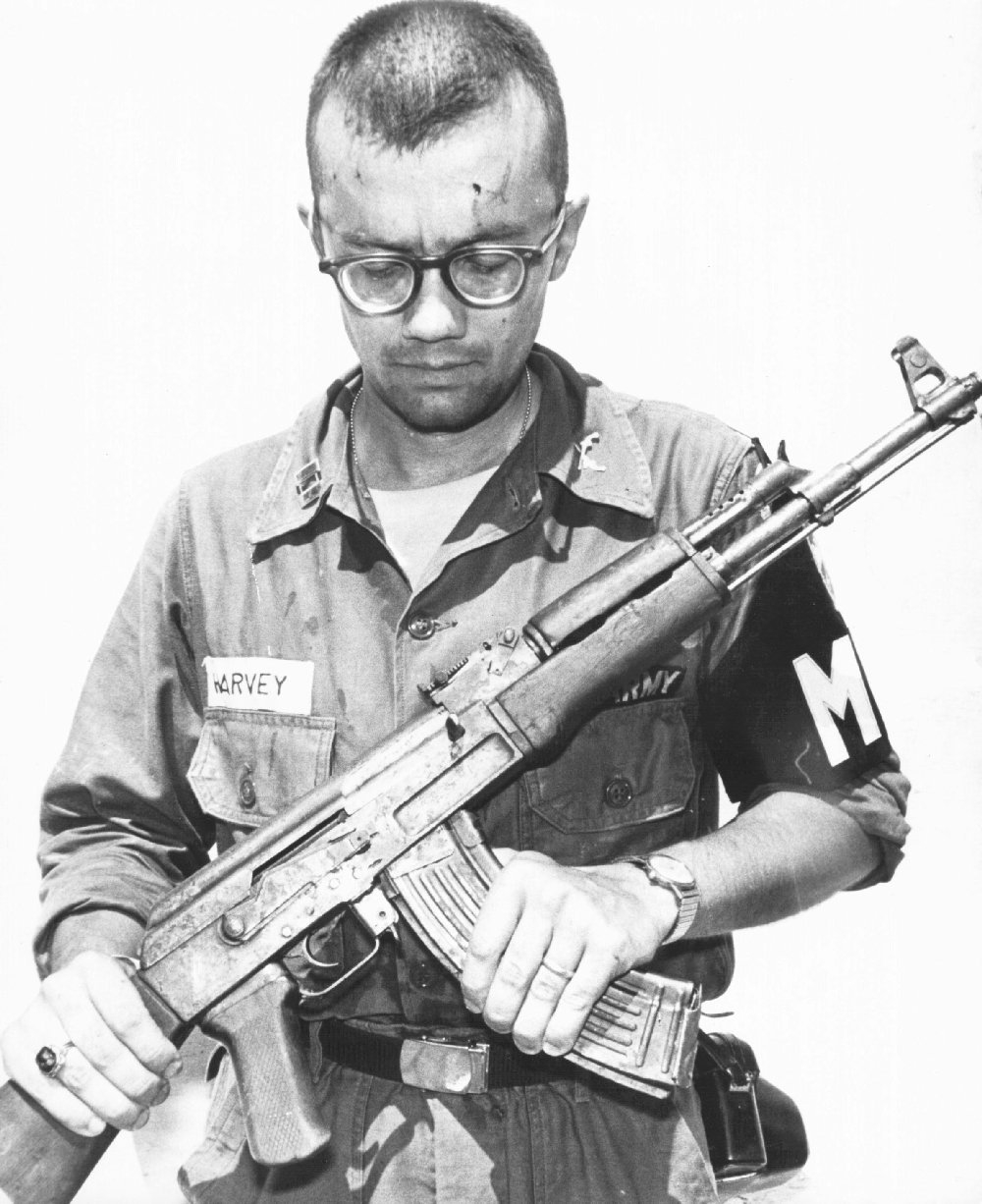
1968年，在越南檢查收繳的AK-47的美國憲兵。
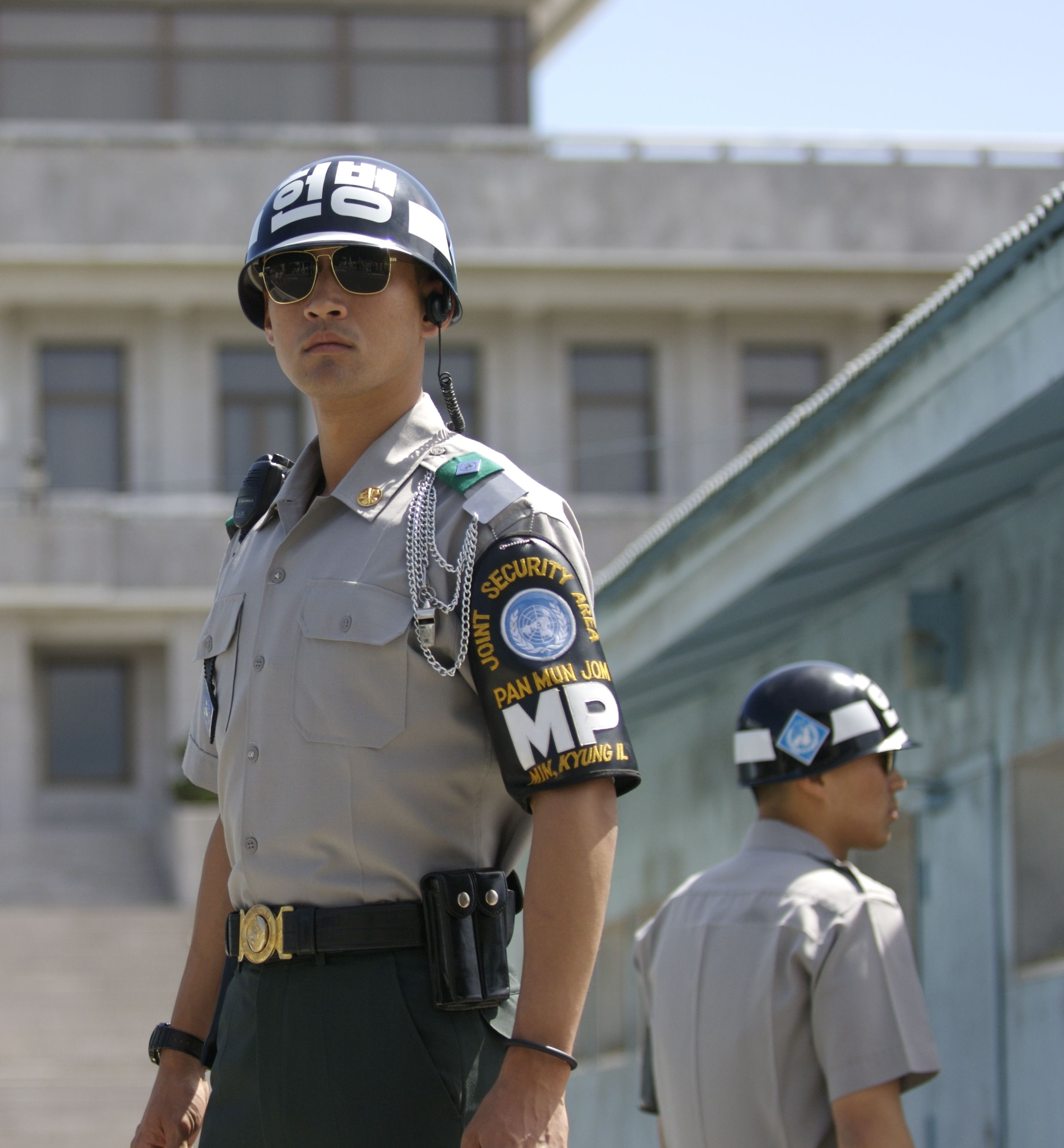
2007年，在共同警備區執勤的韓國憲兵。

## 任務
憲兵通常會在頭盔上標註身份，並配有臂章、飾緒或反光背心，憲兵也會佩戴更傳統的警徽于制服。其任務範圍有執法和戰鬥支援兩大種類。
- 軍紀糾察
- 犯罪偵查
- 抓捕逃兵
- 反恐
- 緝毒
- 鎮暴
- 拱衛中樞
- 武裝巡邏
- 押送物資
- 後撤戰俘
- 交通管制
- 保護補給線
- 保衛軍事設施
- 管理軍事監獄
- 處理後方地區威脅
- 軍禮勤務

## 各國憲兵

### 美洲

#### 阿根廷
阿根廷有隸屬於安全部的阿根廷國家憲兵，主要負責農村治安、邊境防衛、防止走私、查緝販毒、打擊環境犯罪等，而國防部底下則有各軍種自己的憲兵單位。

#### 美國

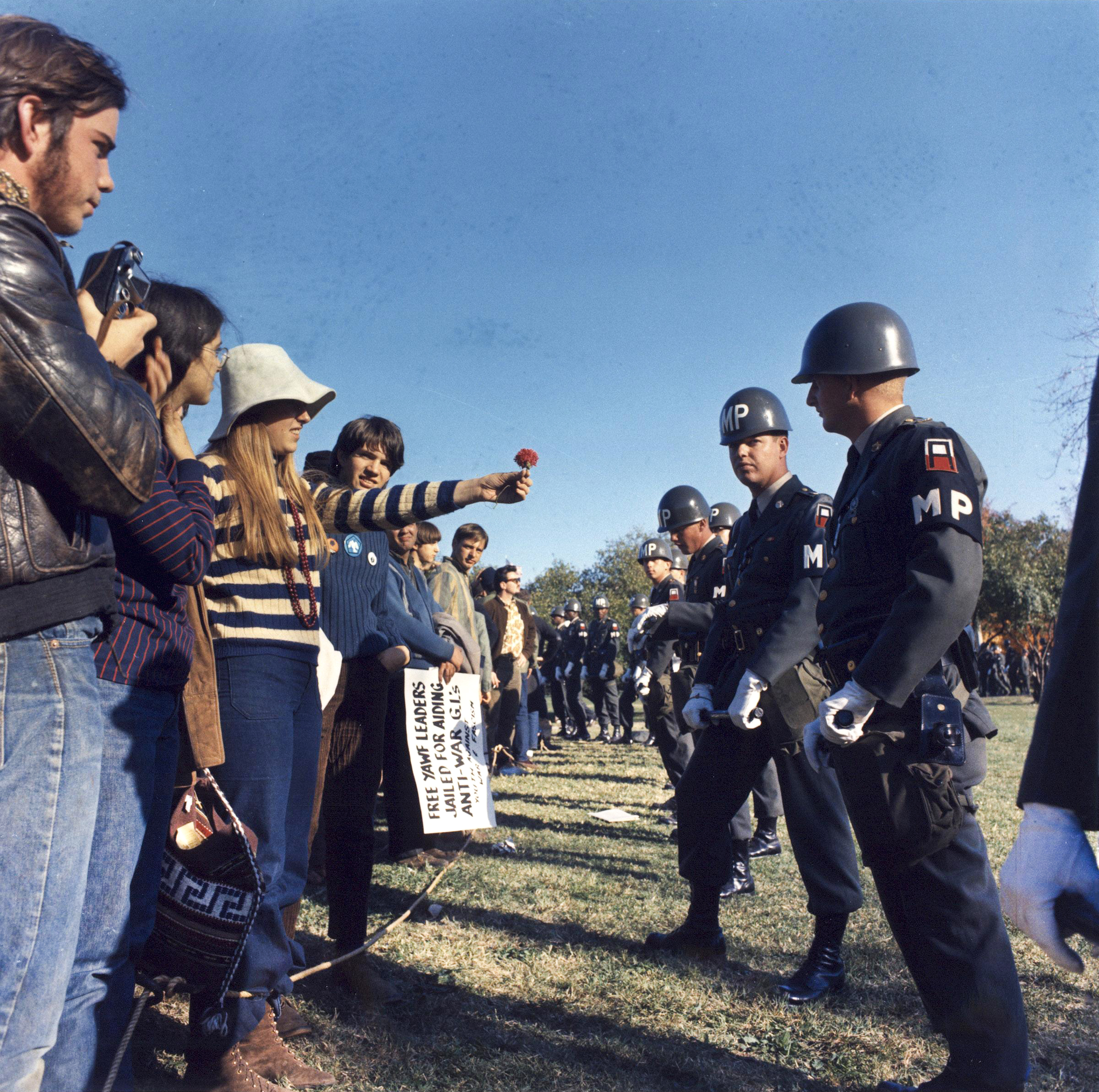
1967年在阿靈頓反越戰的抗議民眾與美國陸軍憲兵

美軍的各軍種均在內部設有憲兵隊，唯一的例外是美國海岸警衛隊，其利用自身的港岸巡邏隊（port/shore patrol）、後備調查處（Reserve Investigators）及海岸警衛隊調查處（Coast Guard Investigative Service）來維持紀律。其他軍種內的憲兵隊如下所示：
- 美國陸軍：憲兵部隊／憲兵參謀官（英语：United States Army Provost Marshal General）。任務為：區域警戒、執法與維安、犯罪情報、純軍事（軍法）警察
- 美國海軍陸戰隊：憲兵參謀官室（英语：Provost marshal）。
- 美國海軍：艦上糾察（英语：Master-at-arms）、岸上巡邏隊（英语：Shore patrol）
- 美國空軍：保安部隊

### 非洲

#### 肯亞
肯亞陸軍有兩個憲兵營和一個憲兵學校。

### 亞洲

#### 新加坡
新加坡武裝部隊憲兵司令部是新加坡軍隊的執法機構。

#### 韓國
韓國軍事警察舊稱憲兵，負責韓國軍隊內部的軍紀維護及犯罪調查。自第二次世界大戰結束以來，除軍事警察和憲兵外，尚使用過軍監隊、軍紀司令部及搜查團等不同名稱，在部隊組織、任務及指揮體系上經歷過數次改變。1953年至1960年間，全軍的憲兵一度由憲兵總司令部（헌병총사령부）統一領導，但後來又分散給陸海空軍自行管轄。

#### 中华人民共和国

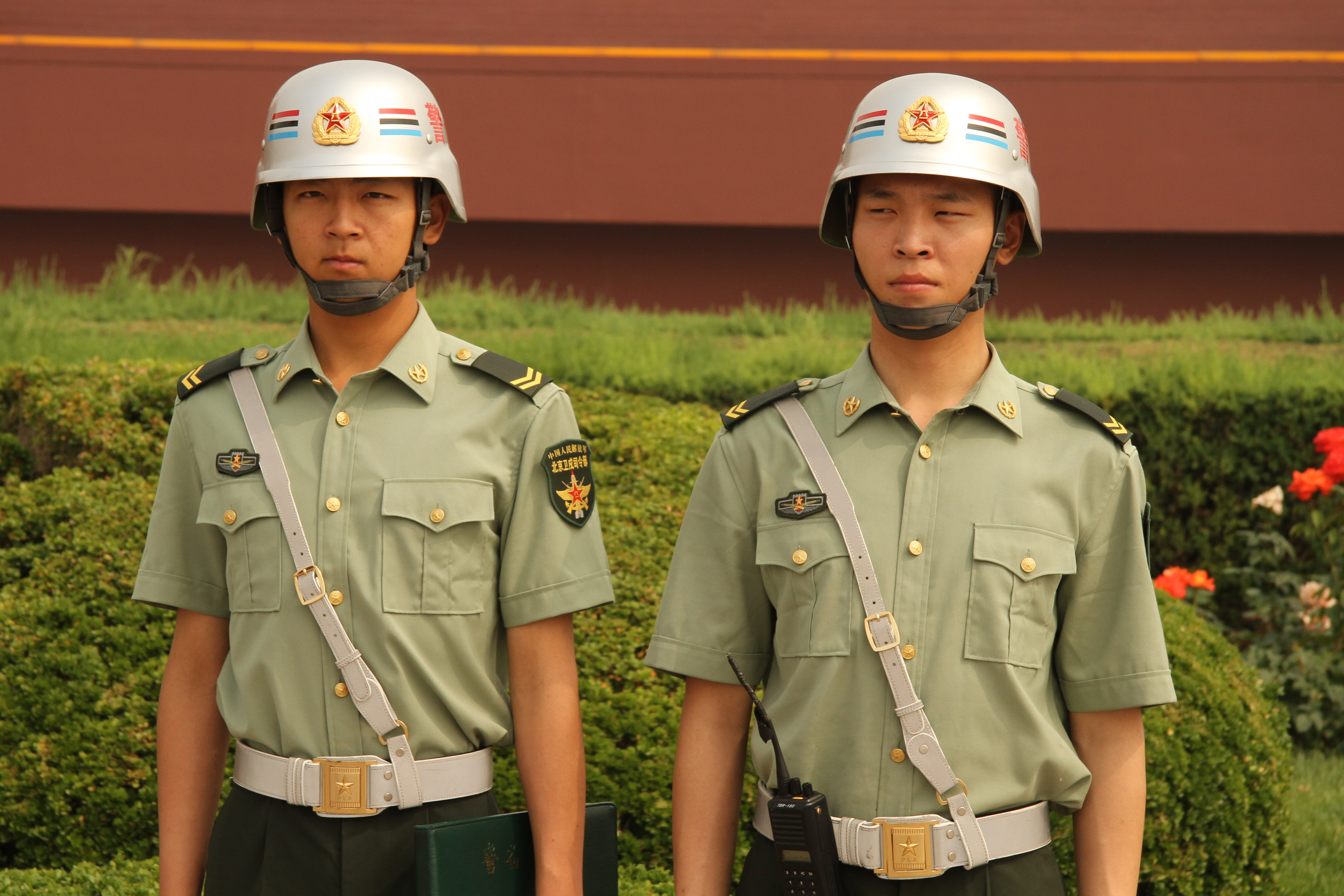
北京卫戍区的军事纠察人员

五四宪法规定中华人民共和国主席统率全国武装力量，八二宪法规定中华人民共和国中央军事委员会领导全国武装力量，此外中国共产党坚持党对军队的绝对领导。中国人民解放军没有传统意义上的宪兵，但包括中国人民解放军各军种和中国人民武装警察部队在内的武装力量都设有各自的警备纠察队。依据《中国人民解放军警备条令》，第七条规定在团级以上的单位的“司令机关军务部门归口管理本区域警备业务工作”，对外称警备办公室，并依照第二十七条规定派遣并领导警备纠察分队执行警备勤务。《警备条令》第四条规定：

警备工作的主要任务：

（一）维护军容风纪；

（二）维护军车运行秩序和交通安全；

（三）按照规定职权查处假冒军人、假冒军车和假冒军队单位；

（四）维护军队形象和外出军人合法权益；

（五）执行临时警戒勤务。

可见，警备纠察分队的勤务仅涉及军人、军车的军容军纪等问题；而法律意义的刑事执法权或治安行政执法权，而是属于军事检察院或军事保卫部门。警备纠察中查处假冒军人、假冒军车和假冒军队单位的案件，要移交给地方司法机关管辖处理。法理上认为，一般刑事案件（即不含违反军人职责犯罪），军人身份并不构成特殊主体。根据最高人民法院、最高人民检察院、公安部、国家安全部、司法部、解放军总政治部2009年8月1日实施的《办理军队和地方互涉刑事案件规定》第四条，采取属人管辖原则，对军人（包含现役军人、文职干部、军队文职人员、非现役公勤人员、军队职工、由军队管理的离退休人员、以及执行军事任务的预备役人员和其他人员）的侦查、起诉、审判、刑罚执行，由军队保卫部门、军事检察院、军事法院、军事监狱等管辖、执行；对地方人员的侦查、起诉、审判、刑罚执行，由地方司法机关管辖。列入中国人民武装警察部队序列的公安边防、公安消防、公安警卫部队的现役人员，按照地方人员确定管辖。特例：中国人民解放军驻香港部队设立的宪兵队，执行任务的方面上与警备纠察分队相同。
2016年1月起，在深化國防和軍隊改革中，組建了中央軍事委員會政法委員會。隨之將中國人民解放軍總政治部保衛局改為中央軍委政法委員會保衛局，將與中國人民解放軍軍事檢察院、中國人民解放軍軍事法院分別承擔關於涉軍違法行為的偵查、公訴與審判職能。

#### 中華民國

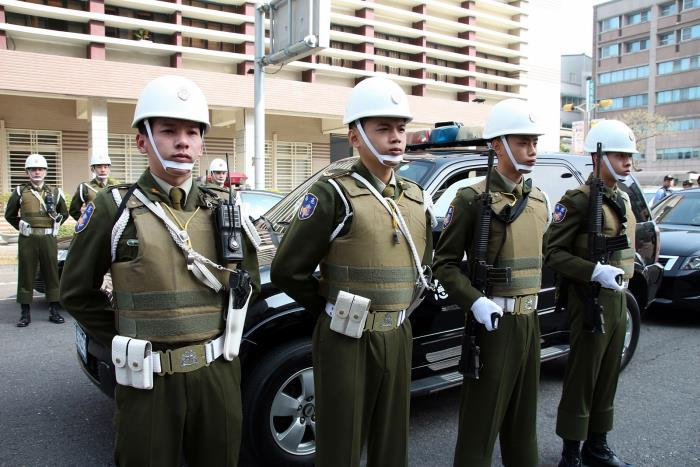
2014年，中華民國憲兵在嘉義市執行治安勤務。

中華民國憲兵除執行軍法（軍法警察），糾察軍隊紀律（軍事警察）外，依《刑事訴訟法》第229至231條、調度司法警察條例第2至4條之規定，亦具有司法警察身分，平時受法務部之檢察官或檢察總長指揮，戰時由國防部參謀本部參謀總長指揮，勤務對象包含一般民眾，但重點在於偵辦軍人、軍事及軍民共犯之犯罪行為。憲兵兵科實質獨立於陸軍之外，直屬國防部參謀本部，是一個獨立運作的部隊。憲兵部隊雖配備有裝甲車及大口徑迫擊砲，但與陸軍的野戰任務不同，在戰時憲兵的任務為軍紀糾察、維護社會秩序、衛戍行都－臺北市與近郊（大臺北地區），遂行城市作戰、執行反恐任務，收容、審問、管理戰俘，軍事交通要道管制。在重大災害發生時，參與救災，協同警察管制災區人員進出、維持災區秩序等任務。

#### 日本
第二次世界大戰以前的日本軍曾設有憲兵隊。自衛隊創立後，設置了相當於憲兵隊員的「警務官」職務，分屬於陸海空三支自衛隊下。

### 歐洲

#### 德國
野戰獵兵是德國聯邦國防軍的憲兵單位，前身為野戰憲兵。

#### 荷蘭
荷蘭皇家憲兵隊乃荷蘭軍隊四個軍種之一，執行軍事警察和一般警察的職責，包括跨國界犯罪、移民出入境，也負責保衛王宮、總理官邸、機場等重要設施。

#### 波蘭
波蘭軍事憲兵隊“Żandarmerii Wojskowej”是波蘭共和國軍的獨立單位。该部的管辖范围明确只有现役军事人员。根据2001年8月，波兰众议院通过的法令 ，在波兰境内执行任务的外国军事人员（主要是北约盟国）也要接受波兰军方宪兵的管制。一些情况下，宪兵会被调到公共场所，协助波兰的地区警方维持治安。

#### 塞尔维亚
塞尔维亚武装部队的军事警察（војне полиције），最早的历史可以追溯到1955年9月14日在南斯拉夫人民军（JHA）内部组建的作战单位，早期的军事警察规模较小，后续不断扩充。2004年底，军事警察部队整合为塞尔维亚军队总参谋部的军事警察事务部。2006年，军事警察事务部改组为军事警察局（Управа војне полиције）。该部负责军内执法，由总参谋部管辖，总局下辖军事警察训练中心、刑事调查机关（Криминалистичко-истражна група）与军事警察技术支援中心。刑事调查机关在贝尔格莱德、诺萨维德与尼什分设四个地区调查中心。在执行任务时与国防部军事安全局（Војнобезбедносна агенција）、军事作战单位、塞尔维亚共和国内政部等机关展开互动。
- 贝尔格莱德
  - 第1地区调查中心
  - 第2地区调查中心
- 诺萨维德
  - 第3地区调查中心
- 尼什
  - 第4地区调查中心

塞尔维亚军队的军事警察“眼镜蛇”（Кобре）特种部队，前身是南斯拉夫人民军的第282军事警察营下属的反恐部队，由1名军官与12名士官组成。“眼镜蛇”在2008年改制为军事警察营，2021年1月又改为军事警察特别用途支队（Одред војне полиције специјалне намене），目前该部的主力作战部队由1个连级军事单位与1个指挥排组成，虽然划归军事警察系统，但直接受到塞军总参谋长的调遣。

#### 白俄罗斯
白俄罗斯军队保留了苏联时代的专门负责军法执行的军事司令部体系（ Военная комендатура，缩写“К”），军法部门的上级主官是白俄军队总参谋长兼国防部第一副部长，在各地区设立了8个军法办公室以及下属机关。
- 明斯克市军事办公室
  - 明斯克州军事办公室
  - 布列斯特州军事办公室
  - 格罗德诺州军事办公室
  - 维捷布斯克州军事办公室
  - 布列斯特州军事办公室
  - 戈梅利州军事办公室
  - 莫吉廖夫州军事办公室

#### 乌克兰
乌克兰军队在2002年将“К”部门改为武装部队军事法律与秩序执行局（军事执法局，Військова служба правопорядку），在乌军内部执行宪兵职能。下辖多个地区办公室、一支营级军事执法部队与一支特种部队。大部分执勤人员佩戴蓝色袖套，上面有黄色的“BCП”字样，军事执法局的缩写。

## 空軍憲兵
空軍憲兵（英語：Air force police）是空軍的一部分單位，主要負責部隊保護和基地巡邏，也可以對空軍部隊進行軍紀糾察和犯罪調查。

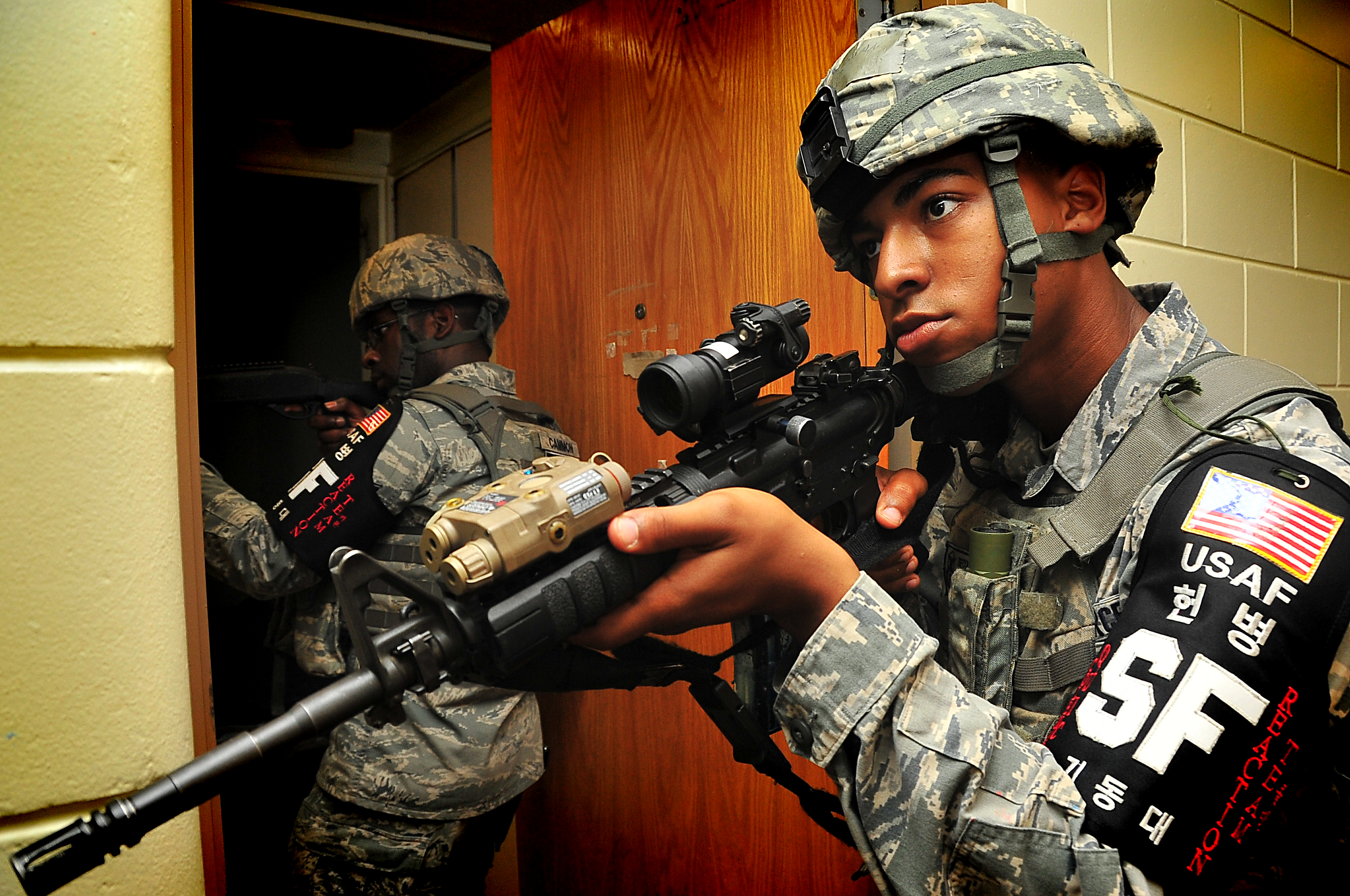
2011年在烏山空軍基地執勤的美國空軍保安部隊，臂章上標有「憲兵」（헌병）的韓語字樣。

- 法國空軍憲兵隊（法语：Gendarmerie de l'air）
- 英國皇家空軍憲兵
- 美國空軍保安部隊